# 馬克西米夫卡 (諾維布格區)
47°37′52″N 32°40′5″E / 47.63111°N 32.66806°E
馬克西米夫卡（烏克蘭語：Максимівка），是烏克蘭南部的村莊，隸屬尼古拉耶夫州的巴什坦卡區。該村面積0.47平方公里，海拔高度95米，2001年人口241，人口密度每平方公里512.8人。